# 杨峪河镇
杨峪河镇，是中华人民共和国陕西省商洛市商州区下辖的一个乡镇级行政单位。

## 行政区划
杨峪河镇下辖以下地区：
柏朵山村、四合村社区、赵湾村、下赵塬村、上赵塬村、王涧村、谢塬村、房湾村、银明村、任家村、张底村、西院村、民主村、三倾村、西庙坪村、杨峪村、垭口村、南城子村、北城子村、杨树林村、金鸡村、石龙湾村、吴庄村、姚河村、建华村和曹湾村。